# 仲父
仲父，本义指父亲的大弟，后成为中国君主对重臣的尊称，多特指首个被尊称为此称号的管仲。古代以“伯仲叔季”排行，仲父为父亲的弟弟中年龄最长者。历史上，除却齐桓公尊管仲为仲父外，后世亦有多位君王效法管仲的典故将某一重臣尊为“仲父”，如秦始皇尊吕不韦为仲父，这表示君主尊重该大臣，事之如父。

## 解释
《释名·释亲属》解释：“父之弟曰仲父。仲，平也，位在中也。仲父之弟曰叔父。叔，少也。”

## 歷史上的仲父
- 管仲：齐桓公尊之为仲父。
- 吕不韦：秦王政（即之后的秦始皇）曾尊之为仲父。
- 张昭：孫權尊之為仲父。
- 王导：晋元帝司马睿尊之为仲父。

## 相近的尊号
- “尚父”（姜子牙）
- “亚父”（范增）
- “相父”（诸葛亮）
- “皇父”（多尔衮）